# 高厥忠
穆罕默德·萨利赫（1896年—1970年），原名高厥忠，印度尼西亚华裔政治家、律师、公务员和大学讲师。1935年，他作为印度尼西亚中华党的代表当选为人民议会议员，并在1945年印度尼西亚独立后在中爪哇省领导了公共信托办公室。高厥忠于1960年退休。
1932年10月9日，高厥忠建立了印度尼西亚中华党三宝垄支部，高厥忠宣布土生华人和新客体华人都可以吸纳入党。三宝垄支部成立后，高厥任職主席。1934年，高厥忠当选为印尼中华党的党中央主席。1935年至1939年间，他代表该党参加了印尼的国民参议会。在1939年的国民参议会选举前夕，高厥忠与林群贤发生了冲突。林群贤指责高厥忠试图破坏印尼中华党，他反对提名高厥忠为印度尼西亚中华党在国民参议会里的候选人。选举后不久，高厥忠被开除出印度尼西亚中华党。高厥忠在印度尼西亚独立后改变了他的观点，他开始赞同华人同化于土著社会。
丧偶后，高厥忠于1947年左右与前秘书鲁米尼结婚，并皈依伊斯兰教，取穆斯林名字“穆罕默德·萨利赫”。他于1970年6月17日在三宝垄去世。